# AllMusic
AllMusic (з англ. all music — «вся музика»; раніше знана як All Music Guide, або AMG) — онлайнова музична база даних, що належить організації «All Media Guide». Заснована в 1991 році дослідником попкультури Майклом Ерлевайном та інженером з баз даних Володимиром Богдановим як путівник споживачів. Перші матеріали були опубліковані роком пізніше.

## Вміст
Над вмістом AllMusic працюють професійні редактори та письменники. Їх мережа становить понад 900 музичних критиків, що пишуть рецензії на альбоми та пісні, а також біографії артистів. Серед рецензентів є Стівен Томас Ерлвайн, William Ruhlmann, Richie Unterberger, Opal Louis Nations, John Storm Roberts, Eugene Chadbourne, Jo-Anne Greene, John Bush, Scott Yanow, Jason Ankeny, Thom Jurek, Andy Kellman, Greg Prato.
База даних AMG ліцензована і використовується дистриб'юторами музики. Складається з:
- Базової інформації: імен, жанру, опису, інформації про авторські права, номери продуктів, i т.п.
- Описової інформації: стиль, настрій, тематика, національність, i т.п.
- Відносної інформації: подібні артисти/альбоми, впливи, i т.п..
- Редакційної інформації: біографії, рецензії, рейтинги, i т.п.

AMG стверджує, що володіє найбільшим у світі цифровим музичним архівом, складається з близько 6 мільйонів творів, а також найбільшою галереєю обкладинок альбомів, що складається з близько півмільйона експонатів.

### Використання
AllMusic також користуються деякі версії Windows Media Player i Musicmatch Jukebox для розпізнавання та впорядкування музичних колекцій. Windows Media Player 11 і вбудований музичний магазин MTV Urge розширили вживання бази AllMusic, уможлививши пошук подібних артистів, біографій, рецензій та інших даних.
AllMusic також використовується iTunes Music Store, eMusic, AOL, Yahoo!, Amazon.com та іншими музичними магазинами.
Офіс AllMusic знаходиться в місті Анн Арбор, штат Мічиган.